# Akori
Akori – wieś w Armenii, w prowincji Lorri. W 2011 roku liczyła 2065 mieszkańców.